# Michael Kurilla
Michael Erik Kurilla (nascido em 16 de maio de 1966) é um ex-general das Forças Armadas dos Estados Unidos e o 15º comandante do Comando Central dos Estados Unidos entre 2022 e 2025.

## Infância e educação
Kurilla nasceu na Califórnia em 16 de maio de 1966 e foi criado em Elk River, Minnesota. Ele recebeu um diploma de bacharel em engenharia aeroespacial pela Academia Militar dos Estados Unidos, um MBA pela Regis University e um mestrado em estudos de segurança nacional pelo National War College. Depois de se formar em West Point, ele foi comissionado no Exército dos Estados Unidos como oficial de infantaria em 1988.

## Carreira
No início de sua carreira, Kurilla participou da invasão do Panamá pelos Estados Unidos e da Guerra do Golfo, bem como da Operação Uphold Democracy no Haiti, e fez parte da Força do Kosovo e da Força de Estabilização na Bósnia e Herzegovina. De 2004 a 2014, ele ficou estacionado na área geográfica de responsabilidade do Comando Central dos EUA, sendo destacado para o Iraque, Afeganistão e Síria. Em 2005, ele foi destacado para o Iraque como comandante do 1º Batalhão, 24º Regime de Infantaria, 1ª Brigada, 25ª Divisão de Infantaria. Ele foi condecorado com uma Estrela de Bronze após uma batalha em Mosul. Kurilla mais tarde comandou o 2º Batalhão Ranger.
Ele foi o comandante geral adjunto do Comando de Operações Especiais Conjuntas de 2012 a 2014, comandante geral adjunto (manobra) da 1ª Divisão de Infantaria de 2014 a 2015 e vice-diretor de operações especiais e contraterrorismo do Estado-Maior Conjunto de 2015 a 2016. Ele serviu como comandante da 82ª Divisão Aerotransportada de 2016 a 2018 e Chefe do Estado-Maior do Comando Central dos EUA de 2018 a 2019. Ele assumiu o comando do XVIII Corpo Aerotransportador em outubro de 2019. No início de 2022, ele foi enviado para a Alemanha para supervisionar o envio de tropas estadunidenses em resposta à crise russo-ucraniana de 2021-2022.
Em 10 de junho de 2025, durante as negociações entre os Estados Unidos e o Irã sobre seu programa nuclear, Kurilla disse em uma audiência no Congresso que planejou uma "ampla gama" de opções militares para o presidente Donald Trump caso as negociações fracassassem. Kurilla solicitou uma resposta militar contra o Irã após a guerra Irã-Israel ; seu papel no conflito foi considerado significativo, com o secretário de defesa dos Estados Unidos, Pete Hegseth, visto como tendo se submetido a Kurilla durante o conflito.